# 周瑄 (天順進士)
周瑄（1438年—？），字良璧，直隸蘇州府吳縣人，明朝政治人物。進士出身。

## 生平
應天府鄉試第一百一十八名。天順八年（1464年）甲申科會試第三十二名，殿試登進士第二甲第五十七名。

## 家族
曾祖周仲禮。祖父周謙。父亲周武。